# Rafael Henzel
Rafael Henzel Valmorbida (São Leopoldo, 25 de agosto de 1973 – Chapecó, 26 de março de 2019) foi um locutor de rádio brasileiro, que trabalhou na Rádio Oeste Capital FM, da cidade de Chapecó, Santa Catarina. 
Ficou conhecido internacionalmente por ser o único jornalista sobrevivente do Voo LaMia 2933.

## Biografia
Nascido em São Leopoldo, no Rio Grande do Sul, Rafael iniciou sua carreira de radialista aos quinze anos na Rádio Oeste Capital FM, da cidade de Chapecó, Santa Catarina, passando por diversas rádios da cidade até estrear na televisão em 1993 como repórter da RCE TV, localizada em Xanxerê. Também atuou como jornalista na TV Rio Sul, antes de retornar para a Rádio Oeste Capital FM, na qual mantinha um programa juntamente com o comentarista Renan Agnolin.
Em 28 de novembro de 2016, Renan e Rafael embarcaram no Voo LaMia 2933, a serviço da Associação Chapecoense de Futebol, proveniente de Santa Cruz de la Sierra, na Bolívia, e com destino ao Aeroporto Internacional José María Córdova em Rionegro, na Colômbia, onde o clube disputaria a primeira partida da Final da Copa Sul-Americana contra o Atlético Nacional. Por volta das 22h15m do horário local, a aeronave caiu, matando 71 das 77 pessoas que estavam a bordo, tendo por passageiros atletas, equipe técnica e diretoria do time brasileiro da Chapecoense, jornalistas e convidados. Rafael foi o único jornalista sobrevivente no acidente aéreo, apresentando sete costelas quebradas, pneumonia e lesão no pé direito.
Após permanecer internado por dez dias na UTI e vinte dias internado em um hospital da cidade de Medellín, Rafael retornou a Chapecó em 13 de dezembro de 2016 juntamente com o lateral Alan Ruschel, um dos sobreviventes do acidente. Apesar do acidente, o locutor manifestou interesse em voltar a atuar na profissão, inclusive prontificando-se para narrar o jogo de estreia da Chapecoense na Copa Libertadores da América de 2017 contra o Zulia, na Venezuela.
Em 25 de janeiro de 2017, Brasil e Colômbia se enfrentaram em uma partida amistosa, cuja renda foi revertida para as famílias das vítimas do voo da Chapecoense. Convidado pela Rede Globo, Rafael Henzel narrou a partida ao lado de Galvão Bueno e homenageou os jornalistas mortos no acidente.
Foi comentarista da RBS TV na Copa Libertadores da América de 2017. Além disso, tornou-se o autor do livro Viva Como se Estivesse de Partida, com relato sobre a queda do avião da Chapecoense. 

## Morte
Morreu em 26 de março de 2019, após sofrer um infarto fulminante enquanto jogava uma partida de futebol. Henzel estava reunido com amigos para um jogo de futebol quando passou mal. Ele foi levado ao Hospital Regional do Oeste ainda com vida, mas não resistiu ao mal súbito.  Foi sepultado no cemitério Jardim do Éden, em Chapecó.